# Coprolalia
Coprolalia é a tendência involuntária de proferir palavras obscenas ou fazer comentários geralmente considerados socialmente depreciativos e, portanto, inadequados. Coprolalia pode fazer referência a excremento, genitais ou atos sexuais.
Coprolalia é uma característica rara de pessoas afetadas pela síndrome de Tourette e pela síndrome de Lesch-Nyhan. Coprolalia é um termo emprestado do idioma grego (ou κόπρος) que significa "fezes" (dejetos fecais) e λαλία, que significa "tagarelas, conversa sem sentido". Coprolalia comporta todas as palavras e frases que são consideradas tabus sociais ou que são tidas como inaceitáveis fora de certos contextos. O termo coprolalia não é utilizado para descrever xingamentos contextualizados. Coprolalia geralmente é expressada fora de contexto social e emocional. A cadência, o tom e o nível da voz podem ser mais diferentes do que ocorre normalmente na pessoa afetada por essa condição.
A verbalização de palavras tidas por obscenas em grande maioria dos casos tem a ver com o contexto psìquicoemocional a que o indivíduo acometido pelo distúrbio possa estar inserido. 
Em certos casos a pessoa com coprolalia consegue repetir as palavras características de sua condição em sua mente. No entanto, essas subvocalizações podem ser extremamente angustiantes.

## Tipologia
Existem outros dois termos raros paralelamente relacionados à coprolalia e que também têm sua origem no idioma grego clássico: 
1. Copropraxia - "copro" (fezes) e "praxia" (ação), que se traduz em atos descontrolados de fazer gestos obscenos ou tidos socialmente como proibidos.
2. Coprografia - "copro" (fezes) e "grafia" (escrever ou desenhar) refere-se à obsessão de escrever ou desenhar em papel, muros ou paredes, etc... palavrões ou desenhos obscenos.